# Суходембе (Люблінське воєводство)
Суходембе (пол. Suchodębie) — село в Польщі, у гміні Скербешів Замойського повіту Люблінського воєводства. Населення — 70 осіб (2011).

## Історія
За даними етнографічної експедиції 1869—1870 років під керівництвом Павла Чубинського, у селі переважно проживали польськомовні римо-католики, меншою мірою — греко-католики, які також розмовляли польською.
У 1975—1998 роках село належало до Замойського воєводства.

## Демографія
Демографічна структура станом на 31 березня 2011 року:
|          | Загалом | Допрацездатний вік | Працездатний вік | Постпрацездатний вік |
| -------- | ------- | ------------------ | ---------------- | -------------------- |
| Чоловіки | 32      | 12                 | 15               | 5                    |
| Жінки    | 38      | 13                 | 17               | 8                    |
| Разом    | 70      | 25                 | 32               | 13                   |